# 馬牧集戰鬥
馬牧集戰鬥發生於1930年5月12－13日，地點則是在中國豫東一帶（今虞城县县城所在地一帶，有待考证），是國民革命軍內部所發生的內戰戰鬥之一，也是中原大戰主要戰役。馬牧集戰鬥的交戰雙方，一方為蔣中正轄下的國軍中央軍，另一方為萬選才部隊。